# Unterseeboot 56 (1938)
Pour les articles homonymes, voir Unterseeboot 56.
Le Unterseeboot 56 ou U-56 est un sous-marin allemand (U-Boot) de type II.C de la Kriegsmarine de la Seconde Guerre mondiale.
Comme les sous-marins de type II étaient trop petits pour des missions de combat dans l'océan Atlantique, il a été affecté principalement dans la Mer du Nord.

## Historique
Mis en service le 26 novembre 1938, l'U-56 a servi comme sous-marin d'entrainement de 1938 à 1939 au sein de la Unterseebootsflottille "Emsmann".
Il réalise sa première patrouille de guerre, quittant le port de Wilhelmshaven, le 25 août 1939, sous les ordres du Kapitänleutnant Wilhelm Zahn. Il rejoint Kiel le 8 septembre 1939 après quinze jours en mer.
L'Unterseeboot 56 a effectué douze patrouilles, coulant trois navires marchands pour un total de 8 860 tonneaux et un navire de guerre auxiliaire 16 923 tonneaux ; et endommage un navire marchand de 13 829 tonneaux pour un total de 219 jours en mer.
Sa douzième patrouille commence le 19 août 1940, quittant Lorient sous les ordres de l'Oberleutnant zur See Otto Harms pour rejoindre Kiel vingt-huit jours plus tard, le 15 septembre 1940.
Le 1er novembre 1940, l'U-56 quitte le service active et rejoint la 24. Unterseebootsflottille à Dantzig pour servir à l'entraînement des équipages, puis à partir du 19 décembre 1940 à la 22. Unterseebootsflottille à Gotenhafen toujours comme navire-école jusqu'à fin juin 1944, puis à la 19. Unterseebootsflottille à Pillau.
Le 27 février 1945, l'U-56 arrive à Kiel où il est coulé le 28 avril 1945 par les bombes d'un avion britannique, à la position géographique de 54° 19′ N, 10° 10′ E.
Six membres d'équipage sur vingt-cinq meurent dans cette attaque.

## Affectations
- Unterseebootsflottille "Emsmann" à Kiel du 26 novembre 1938 au 31 décembre 1939 (entrainement)
- 1. Unterseebootsflottille à Kiel du 1er janvier au 31 octobre 1940 (service active)
- 24. Unterseebootsflottille à Dantzig du 1er novembre au 18 décembre 1940 (entrainement)
- 22. Unterseebootsflottille à Gotenhafen du 19 décembre 1940 au 30 juin 1944 (navire-école)
- 19. Unterseebootsflottille à Pillau et Kiel du 1er juillet 1944 au 28 avril 1945 (navire-école)

## Commandements
- Kapitänleutnant Wilhelm Zahn du 26 novembre 1938 au 21 janvier 1940
- Oberleutnant zur See Otto Harms du 22 janvier au 13 octobre 1940
- Kapitänleutnant Werner Pfeifer du 14 octobre 1940 au 21 avril 1941
- Wolfgang Römer du 22 avril 1941 au 19 janvier 1942
- Oberleutnant zur See Günther-Paul Grave du 20 janvier au 14 novembre 1942
- Oberleutnant zur See Hugo Deiring du 15 novembre 1942 au 27 février 1944
- Oberleutnant zur See Werner Sausmikat du 28 février au 30 juin 1944
- Leutnant zur See Heinrich Miede du 1er juillet 1944 au 23 février 1945
- Leutnant zur See Walter Kaeding du 9 janvier au 5 février 1945
- Oberleutnant zur See Joachim Sauerbier du 23 février à avril 1945

Nota: Les noms de commandants sans indication de grade signifie que leur grade n'est pas connu avec certitude à notre époque à la date de la prise de commandement.

## Patrouilles
|       | Commandant          | Départ            | Départ        | Arrivée           | Arrivée       | Jours     | Succès   |
| ----- | ------------------- | ----------------- | ------------- | ----------------- | ------------- | --------- | -------- |
| 1     | Kptlt. Wilhelm Zahn | 25 août 1939      | Wilhelmshaven | 8 septembre 1939  | Kiel          | 15 jours  |          |
| 2     | Kptlt. Wilhelm Zahn | 12 septembre 1939 | Kiel          | 19 septembre 1939 | Kiel          | 8 jours   |          |
| 3     | Kptlt. Wilhelm Zahn | 23 octobre 1939   | Kiel          | 13 novembre 1939  | Kiel          | 22 jours  |          |
| 4     | Kptlt. Wilhelm Zahn | 27 novembre 1939  | Kiel          | 5 décembre 1939   | Kiel          | 9 jours   | 5 948    |
| 5     | Kptlt. Wilhelm Zahn | 27 décembre 1939  | Kiel          | 11 janvier 1940   | Kiel          | 16 jours  | 1 333    |
| 6     | Oblt. Otto Harms    | 27 janvier 1940   | Kiel          | 17 février 1940   | Wilhelmshaven | 22 jours  | 1        |
|       | Oblt. Otto Harms    | 4 mars 1940       | Wilhelmshaven | 5 mai 1940        | Wilhelmshaven | 2 jours   |          |
| 7     | Oblt. Otto Harms    | 14 mars 1940      | Wilhelmshaven | 20 mai 1940       | Wilhelmshaven | 7 jours   |          |
| 8     | Oblt. Otto Harms    | 4 avril 1940      | Wilhelmshaven | 26 avril 1940     | Kiel          | 23 jours  |          |
| 9     | Oblt. Otto Harms    | 21 mai 1940       | Kiel          | 14 juin 1940      | Wilhelmshaven | 25 jours  |          |
| 10    | Oblt. Otto Harms    | 29 juin 1940      | Wilhelmshaven | 21 juillet 1940   | Lorient       | 23 jours  |          |
| 11    | Oblt. Otto Harms    | 25 juillet 1940   | Lorient       | 14 août 1940      | Lorient       | 21 jours  | 22 331   |
| 12    | Oblt. Otto Harms    | 19 août 1940      | Lorient       | 15 septembre 1940 | Kiel          | 28 jours  |          |
| Total | Total               | Total             | Total         | Total             | Total         | 219 jours | 29 612 t |

Note : Oblt. = Oberleutnant zur See - Kptlt. = Kapitänleutnant

## Navires coulés
L'Unterseeboot 56 a coulé trois navires marchands pour un total de 8 860 tonneaux et un navire de guerre auxiliaire de 16 923 tonneaux, et a endommagé un navire marchand de 13 829 tonneaux au cours des 12 patrouilles (219 jours en mer) qu'il effectua.
| Date            | Nom              | Nationalité     | Tonnage (GRT) | Fait         |
| --------------- | ---------------- | --------------- | ------------- | ------------ |
| 2 décembre 1939 | Eskdene          | Grande-Bretagne | 3 829         | Endommagé    |
| 3 décembre 1939 | Rudolf           | Suède           | 2 119         | Coulé        |
| 23 janvier 1940 | Onto             | Finlande        | 1 333         | Coulé (mine) |
| 5 août 1940     | Boma             | Grande-Bretagne | 5 408         | Coulé        |
| 10 août 1940    | HMS Transylvania | Grande-Bretagne | 16 923        | Coulé        |

### Sources
- (en) Cet article est partiellement ou en totalité issu de l’article de Wikipédia en anglais intitulé « German submarine U-56 (1938) » (voir la liste des auteurs).